# Den mellemste ballemuskel
Den mellemste ballemuskel eller Gluteus medius (latin: Musculus gluteus medius) er en kraftig bred muskel, der har sit udspring på den øverste del af hoftebenet. Den er en del af de tre Gluteusmuskler. Fibrene samler sig mod en stor affladet sene, som fæstner på ydersiden øverst på lårbenet, men højere oppe end gluteus maximus.

## Funktion
Den mellemste ballemuskel har stor betydning for stabiliteten i hofteleddet, mens dens primære virkning er abduktion i hofteleddet.